# ادموندزهم
ادموندزهم (به انگلیسی: Edmondsham) یک روستا و محله مدنی در بریتانیا است که در East Dorset واقع شده‌است. ادموندزهم ۲۰۰ نفر جمعیت دارد.